# Haus Rödingsmarkt 60

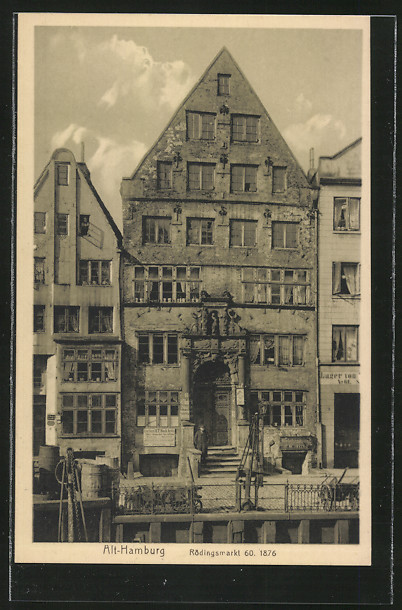
Fotografie aus dem Jahr 1876

Das Haus Rödingsmarkt 60 war ein Hamburger Bürgerhaus im Gebiet der Hamburger Altstadt. Erhalten hat sich das Portal des Hauses, das eine Datierung aus dem Jahr 1631 trägt. Das Gebäude in der Straße Rödingsmarkt geht vermutlich auf eine ältere Bebauung aus dem Mittelalter zurück. Das gesamte Haus wurde 1885 erneuert und schließlich 1896 für einen Neubau abgerissen. Das Portal des Hauses befindet sich heute als Architekturfragment im Schmuckgarten des Museums für Hamburgische Geschichte.

## Fassade
Auf einer Fotografie aus dem Jahr 1882, somit entstanden vor dem Umbau 1885, ist eine Ziegelfassade mit einem schlichten Giebeldreieck und ungewöhnlich breiten Fenstern zu erkennen. Bemerkenswert waren außerdem die nach holländischem Vorbild aus Ziegeln und Sandsteinblöcken gefertigten Entlastungsbögen über einigen Fenstern.

## Portal

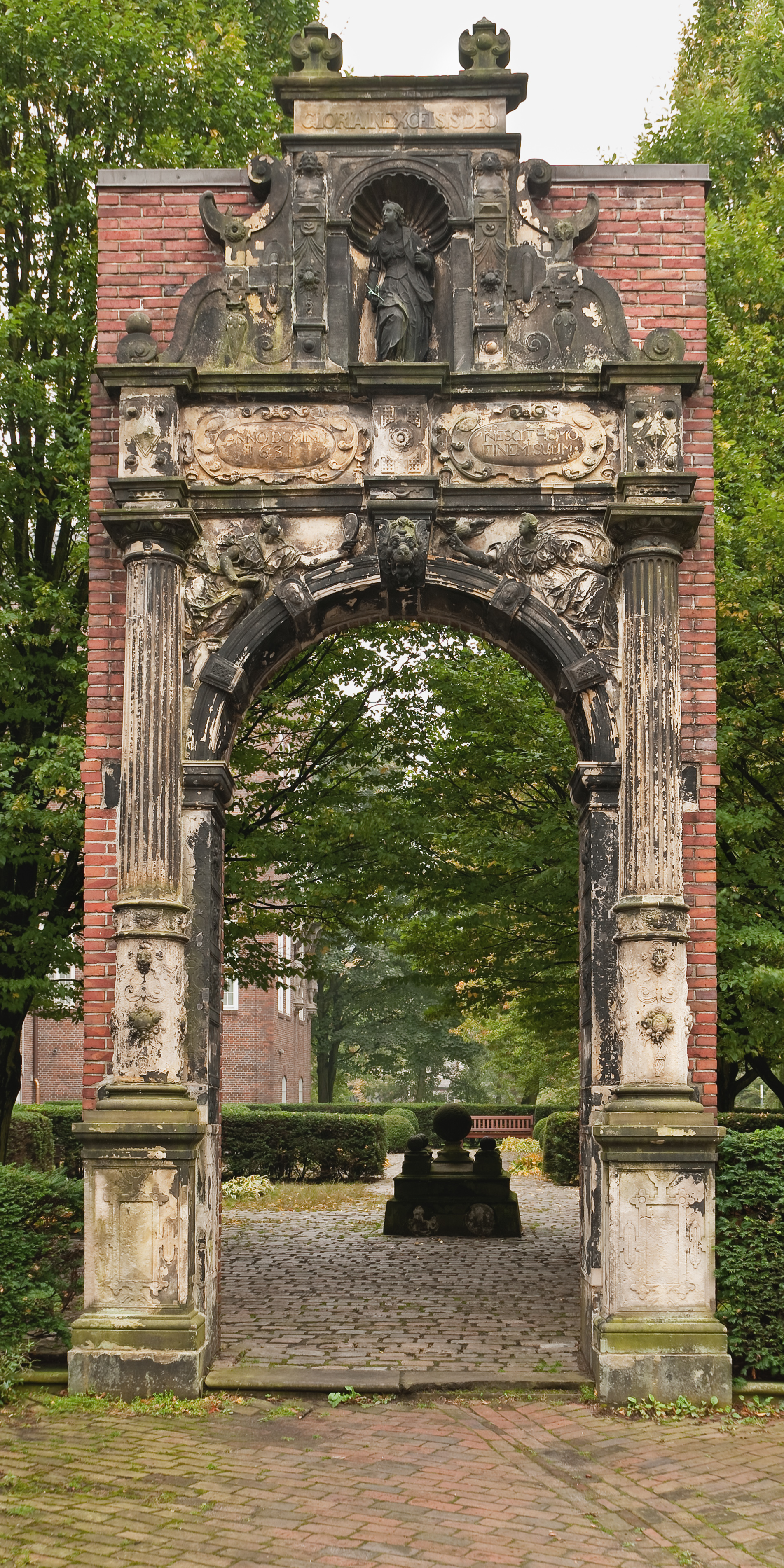
Das noch heute erhaltene Portal des ehemaligen Hauses.

Besonders hervorstechend ist das über 8 m hohe Sandsteinportal, das über eine fünfstufige Treppe zwischen massigen Beischlagwangen zu betreten war. Das Renaissanceportal besteht aus einem Rundbogen mit figürlich gestalteten Bogenzwickeln, kannelierten Säulen, breitem Architrav und einer bekrönenden Figurennische. Am Architrav sind zwei Kartuschen angebracht. Die rechte zeigt das Errichtungsdatum ANNO DOMINI 1631. In der linken Kartusche ist zu lesen: NESCIT HOMO FINEM SUUM (Der Mensch kennt sein Ende nicht). Bei den figürlichen Darstellungen in den Bogenzwickeln handelt es sich um weibliche Gestalten, die mit unterschiedlichen Attributen ausgestattet sind. Die linke Figur hält einen Spiegel und eine Brille, während der rechten Figur ein Vogel (vermutlich eine Taube) und Kornähren zugeordnet sind. In der Nische auf dem Architrav ist eine vollplastische Figur eingesetzt, die früher wahrscheinlich ein Schwert und eine Waage trug. Über der Figurennische befindet sich eine weitere Kartusche mit der Inschrift GLORIA IN EXCELSIS DEO (Ehre sei Gott in der Höhe).

## Geschichte
Das Haus befand sich zur Zeit des Erbauung des Portals im Besitz der Familie Moller vom Baum. Recherchen zur Geschichte der Erbauer und der Besitzer des Hauses Rödingsmarkt 60 bzw. des Portals wurden von Silke Urbanski angestellt und veröffentlicht.